# Aniol
Aniol (în poloneză Pod Mocnym Aniołem) este un film polonez regizat de Wojciech Smarzowski care a avut premiera în 2014. Este bazat pe o carte omonimă de Jerzy Pilch.

## Distribuție
- Robert Więckiewicz - Jerzy
- Julia Kijowska - She
- Adam Woronowicz - He
- Jacek Braciak - Columbus
- Lech Dyblik - Leader
- Arkadiusz Jakubik - Terrorist
- Iwona Wszolkówna - Joanna
- Kinga Preis - Mania
- Iwona Bielska - Queen of Kent
- Marian Dziedziel - Moonshine King
- Krzysztof Kiersznowski - Engineer
- Marcin Dorociński - Borys
- Izabela Kuna - Katarzyna
- Andrzej Grabowski - Dr. Granada
- Sebastian Fabijański - young Engineer
- Monika Dorota - Nurse